# Emanuel Kišerlovski
Emanuel Kišerlovski (Čačak, 3 agosto 1984) è un ciclista su strada e ciclocrossista croato che corre per la Meridiana Kamen Team. Fratello di Robert Kišerlovski, anch'egli ciclista, ha vinto il titolo nazionale Elite sia su strada in linea che nel ciclocross.

## Palmarès

### Strada
- 2005 (Under-23)

Campionati croati, Prova in linea Under-23
- 2006 (Under-23)

Campionati croati, Prova a cronometro Under-23
- 2007 (dilettanti)

Trofej Učka
- 2010 (Loborika, una vittoria)

Trofej Učka
- 2012 (Loborika, una vittoria)

Trofej Učka
- 2013 (Meridiana, una vittoria)

Memorijal Zambelli
- 2015 (Meridiana-Kamen Team, una vittoria)

Campionati croati, Prova in linea

### Ciclocross
- 2008-2009

Campionati croati, Elite